# Christiane Dor
Pour les articles homonymes, voir Dor.
Ne pas confondre avec le réalisateur français Christian Dor ni le couturier français Christian Dior.
Blanche Marguerite Sauty, née le 7 mars 1892 à Arras (Pas-de-Calais) et morte le 14 mai 1939 à Paris, est une actrice et chanteuse française, connue sous le nom de scène de Christiane Dor (parfois orthographié Christiane d'Or).

## Biographie
Fille d'un employé de chemin de fer, Blanche Sauty naît le 7 mars 1892 à Arras.
Figure du théâtre musical parisien des années 1920 et 1930, Christiane Dor crée durant cette période de nombreuses opérettes ou comédies musicales, dont Troublez-moi ! sur une musique de Raoul Moretti (1924-1925, Théâtre des Bouffes-Parisiens, avec Dranem et Ferdinand Gabin), Lulu sur une musique de Georges van Parys et Philippe Parès (1927-1928, Théâtre Daunou, avec Paul Asselin et Fernand Gravey), Billy Bill sur une musique d'Henri Goublier (1931, Scala, avec André Baugé dans le rôle-titre et Cloé Vidiane), ou encore À la belle bergère sur une musique de Mireille (1933, Théâtre des Capucines, avec Claude Dauphin et Adrien Le Gallo).
Au cinéma, elle débute dans le court métrage Asmodée à Paris de Chaudy (son unique film muet, 1921, avec Pierre Piérade). Après le passage au parlant, elle contribue à vingt-cinq autres films français des années 1930, les huit premiers sortis en 1932, dont Poil de Carotte de Julien Duvivier (avec Robert Lynen dans le rôle-titre et Harry Baur) et Pomme d'amour de Jean Dréville (avec André Perchicot et Raymond Cordy). Suivent notamment Madame Bovary de Jean Renoir (1934, avec Valentine Tessier dans le rôle-titre et le réalisateur) et Cette vieille canaille d'Anatole Litvak (1933, avec Harry Baur et Pierre Blanchar).
Son dernier film est Mademoiselle Mozart d'Yvan Noé (1936, avec Danielle Darrieux dans le rôle-titre et Pierre Mingand). Elle meurt prématurément à 47 ans trois ans après, en 1939, de cause inconnue, au sein de l'Hôpital Bichat dans le 18e arrondissement de Paris  alors qu'elle habitait Bonny-sur-Loire.

## Théâtre à Paris (sélection)
(opérettes, sauf mention contraire)
- 1920 : Le Scandale de Deauville, pièce de Régis Gignoux et Rip : Totote (Théâtre des Capucines)
- 1922-1923 : Ta bouche, musique de Maurice Yvain, lyrics et livret d'Albert Willemetz, mise en scène d'Edmond Roze : Marguerite (Théâtre Daunou)
- 1923 : Le Petit Choc, musique de Joseph Szulc, lyrics et livret de P.-L. Flers : Suzette Paturet (Théâtre Daunou)
- 1923-1924 : Madame, musique d'Henri Christiné, lyrics et livret d'Albert Willemetz, mise en scène d'Edmond Roze : Blanche Farine « Bibiche » (Théâtre Daunou)
- 1924 : Gosse de riche, comédie musicale, musique de Maurice Yvain, lyrics et livret de Jacques Bousquet et Henri Falk, mise en scène d'Edmond Roze : Nane (Théâtre Daunou)
- 1924-1925 : Troublez-moi !, musique de Raoul Moretti, lyrics d'Albert Willemetz, livret d'Yves Mirande, mise en scène d'Edmond Roze : Cri-Cri (Théâtre des Bouffes-Parisiens)
- 1925 : Quand on est trois, comédie musicale, musique de Joseph Szulc, lyrics d'Albert Willemetz, livret de Pierre et Serge Veber : Florise (Théâtre des Capucines)
- 1925-1926 : Mannequins, musique de Joseph Szulc, lyrics et livret de Jacques Bousquet et Henri Falk : Rose (Théâtre des Capucines)
- 1926 : Une Petite sans importance, comédie en 3 actes de Marcel Gerbidon et Paul Armont au théâtre des Capucines (3 avril) : Albertine
- 1926-1927 : J'aime !, musique d'Henri Christiné, lyrics et livret d'Albert Willemetz et Saint-Granier, mise en scène d'Edmond Roze : Yvonne (Théâtre des Bouffes-Parisiens)
- 1927-1928 : Lulu, musique de Georges van Parys et Philippe Parès, lyrics et livret de Serge Veber, mise en scène d'Edmond Roze, décors d'André Boll, mise en scène d'Edmond Roze : rôle-titre (Théâtre Daunou)
- 1929 : Couchette n° 3, comédie musicale, musique de Joseph Szulc, lyrics et livret d'Albert Willemetz et Alex Madis, mise en scène d'Albert Carré (Théâtre des Capucines)
- 1929 : Pochette-surprise, musique d'Henri Verdun, lyrics et livret de Jean Boyer, mise en scène de Marcel Simon : Dolorès (Eldorado)
- 1930 : Zou !, musique de Joseph Szulc, lyrics de Jean Boyer, livret de Félix Gandéra, mise en scène d'Edmond Roze : Colette (Folies-Wagram)
- 1930 : Le Comte de Boccace, musique d'Albert Chantrier, lyrics et livret de Robert Dieudonné et Rip : Bombilla (Concert Mayol)
- 1930-1931 : Six filles à marier, musique de Raoul Moretti, lyrics de René Pujol, livret de Jean Guitton : Valentine (Scala)
- 1931 : Billy Bill, musique d'Henri Goublier, lyrics de René Buzelin et Victor Vallier, livret de Max Dearly et Georges Léglise : Dorothée (Scala)
- 1931 : Couss-Couss, musique de Georges van Parys et Philippe Parès, lyrics et livret de Jean Guitton : Alphonsine (Scala)
- 1932 : Deux fois deux, musique de Gaston Gabaroche, lyrics et livret de Max Eddy et Raoul Praxy : Mme Leroux (Théâtre Daunou)
- 1933 : À la belle bergère, musique de Mireille, lyrics et livret de Jean Nohain et George Dolley, mise en scène d'Edmond Roze : Gudule (Théâtre des Capucines)
- 1933 : Le Garçon de chez Prunier, musique de Joseph Szulc, lyrics et livret de Michel Carré et André Barde, mise en scène d'Edmond Roze : Louisa (Théâtre des Capucines)
- 1933-1934 : La Madone du promenoir (ou La Dame du promenoir), musique d'Henri Christiné, lyrics et livret d'André Barde, mise en scène d'Edmond Roze : Frida (Concert Mayol)
- 1936 : Figaro 36, musique de Raoul Moretti, lyrics de Pierre Varenne, livret de Robert Dieudonné (ABC)

## Filmographie partielle
- 1921 : Asmodée à Paris de Pierre Chaudy (court métrage)
- 1932 : Un chien qui rapporte de Jean Choux : Lucie
- 1932 : Poil de Carotte de Julien Duvivier : Annette
- 1932 : Les Galeries Lévy et Cie d'André Hugon : Paulette
- 1932 : Pomme d'amour de Jean Dréville : Mme Paillette
- 1932 : Le Fils improvisé de René Guissart : Noémie
- 1933 : En plein dans le mille, court métrage d'André Chotin : Valentine
- 1933 : Je suis un homme perdu d'Edmond T. Gréville : Mélanie
- 1933 : Ciboulette de Claude Autant-Lara : la servante
- 1933 : Cette vieille canaille d'Anatole Litvak : Suzanne
- 1933 : Hortense a dit j'm'en f… de Jean-Bernard Derosne : Hortense
- 1934 : Madame Bovary de Jean Renoir : Mme Lefrançois
- 1934 : Son autre amour d'Alfred Machard et Constant Rémy : Rosalie
- 1934 : Le Secret d'une nuit de Félix Gandéra
- 1934 : La Cinquième Empreinte de Karl Anton
- 1934 : Un homme en or de Jean Dréville : Berthe
- 1934 : La Garnison amoureuse de Max de Vaucorbeil : Victoire
- 1935 : La Clef des champs de Pierre-Jean Ducis
- 1935 : Le Chant de l'amour de Gaston Roudès : Mathilde
- 1936 : Mademoiselle Mozart d'Yvan Noé : Suzy